# Liste der Kulturgüter in Pontresina
Die Liste der Kulturgüter in Pontresina enthält alle Objekte in der Gemeinde Pontresina im Schweizer Kanton Graubünden, die gemäss der Haager Konvention zum Schutz von Kulturgut bei bewaffneten Konflikten, dem Bundesgesetz vom 20. Juni 2014 über den Schutz der Kulturgüter bei bewaffneten Konflikten sowie der Verordnung vom 29. Oktober 2014 über den Schutz der Kulturgüter bei bewaffneten Konflikten unter Schutz stehen.
Objekte der Kategorien A und B sind vollständig in der Liste enthalten, Objekte der Kategorie C fehlen zurzeit (Stand: 1. Januar 2023).

## Kulturgüter
| Foto |                                                                                  | Objekt                                                                                               | Kat. | Typ | Standort                        | Beschreibung |
| ---- | -------------------------------------------------------------------------------- | --- | ---- | --- | ------------------------------- | ------------ |
| ja   | Datei hochladen · Wikidata zu Sta. Maria (Pontresina) (Q2324063)                 | Reformierte Kirche St. Maria mit Friedhof / Baselgia refurmada Sta. Maria cun santeri KGS-Nr.: 03135 | A    | G   | Via Giarsun 58 789699 / 151731  |              |
| ja   | Datei hochladen · Wikidata zu Grand Hotel Kronenhof (Q1542593)                   | Grand Hotel Kronenhof KGS-Nr.: 03136                                                                 | A    | G   | Via Maistra 130 789040 / 152120 |              |
| ja   | Datei hochladen · Wikidata zu Burgturm Spaniola (Q1016058)                       | Burgturm Spaniola / Tuor Spagnöla KGS-Nr.: 10048                                                     | A    | G   | Spaniola 789698 / 151655        |              |
| ja   | Datei hochladen · Wikidata zu Museum Alpin (Q1269565)                            | Haus Delnon / Chasa Delnon KGS-Nr.: 03137                                                            | B    | G   | Via Maistra 199 789405 / 151659 |              |
| ja   | Datei hochladen · Wikidata zu Hotel Saratz (Q2720244)                            | Hotel Saratz KGS-Nr.: 09048                                                                          | B    | G   | Via Maistra 136 789080 / 152070 |              |
| ja   | Datei hochladen · Wikidata zu Haus Dr. Campell mit Stall und Scheune (Q29784945) | Haus Dr. Campell mit Stall und Scheune / Chesa Dr. Campell cun stalla e tablà KGS-Nr.: 10756         | B    | G   | Giassa Stipa 4 789030 / 152215  |              |